# Metachrostis perplexa
Metachrostis perplexa is een vlinder uit de familie van de spinneruilen (Erebidae). De wetenschappelijke naam van deze soort is voor het eerst voorgesteld als Ozarba perplexa door Max Saalmüller in een publicatie uit 1891.

## Verspreiding
De soort komt voor op Socotra en in Kenia, Zambia, Zuid-Afrika, de Comoren, de Seychellen, Madagaskar, Mauritius en Réunion.

## Waarplanten
De rups leeft op Asystasia gangetica (Acanthaceae).